# Parvis
Parvis je odprt prostor pred stolnico ali cerkvijo in okrog nje , še posebej, če je obdan s kolonadami ali portiki, kot je pri baziliki svetega Petra v Rimu.  Gre torej za posebno vrsto cerkvenega dvorišča, prednjega dvorišča ali ploščadi.

## Etimologija
Izraz je po francoščini izpeljan iz latinskega paradisus, ki pomeni 'raj'.  To je prišlo prek starogrščine παράδεισος (parádeisos),  iz indoevropskih arijskih jezikov starodavnega Irana *paridayjah, kjer je pomenil obzidan ograjen prostor ali vrt z nebesnimi cvetovi, ki so jih posadili kleriki. Dvojni raj.